# Orange Grove Mobile Manor
Orange Grove Mobile Manor est une census-designated place du comté de Yuma, dans l'État de l'Arizona, aux États-Unis. En 2020, elle compte une population de 495 habitants.